# قائمة كليات الحقوق في السعودية

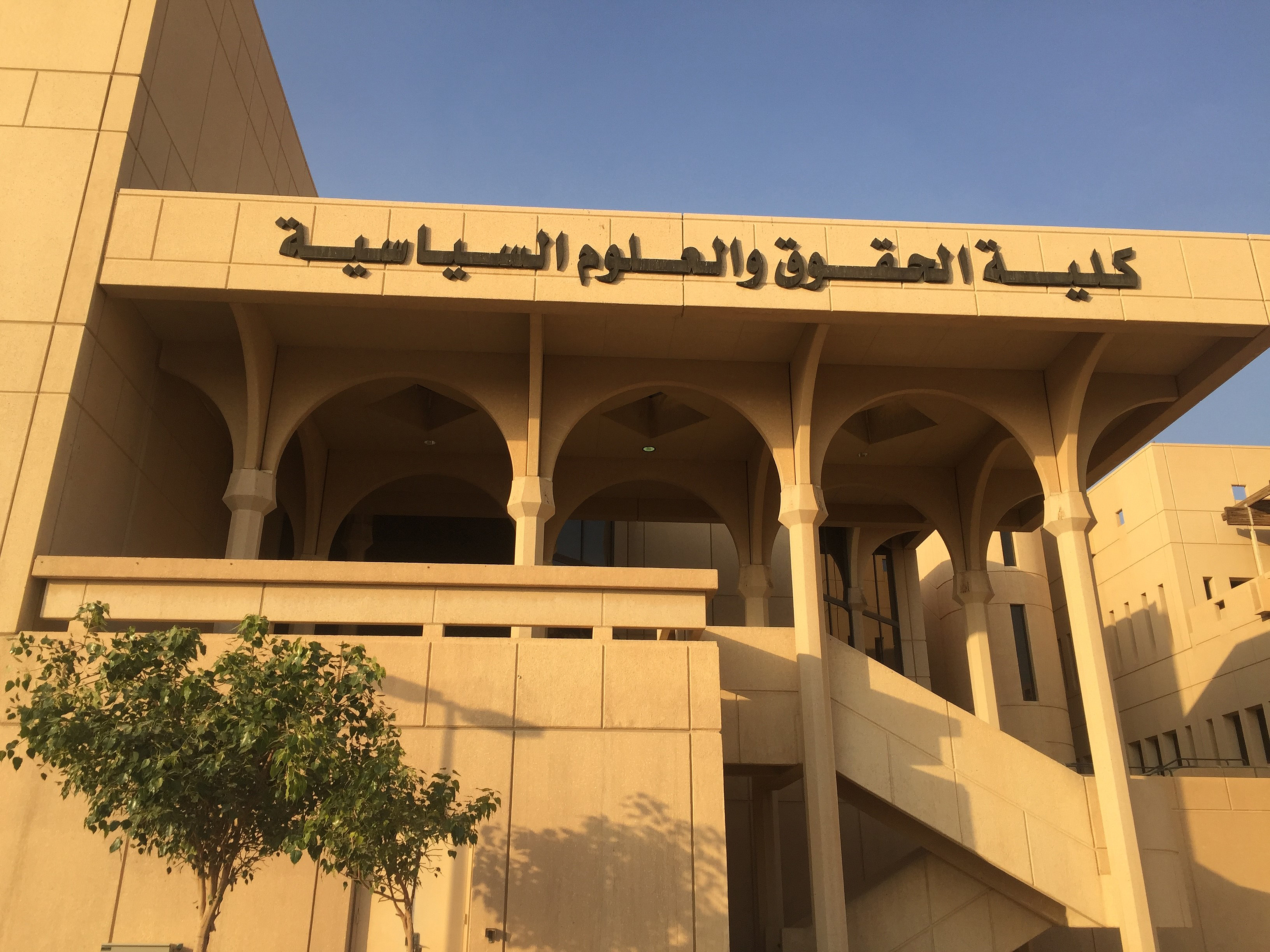
كلية الحقوق والعلوم السياسية بجامعة الملك سعود.

قائمة كليات الحقوق في السعودية يوجد في المملكة العربية السعودية عشرون جامعة حكومية، وإحدى عشر جامعة أهلية تدرس تخصص القانون وتمنح درجة البكالوريوس في القانون.

## الكليات الحكومية
| الاسم                                             | الجامعة                           | المدينة                           | التأسيس | تعليقات | الدرجات الممنوحة                                                                      | المراجع              |
| ------------------------------------------------- | --------------------------------- | --------------------------------- | ------- | ------- | ------------------------------------------------------------------------------------- | -------------------- |
| كلية الحقوق والعلوم السياسية                      | جامعة الملك سعود                  | الرياض                            | 1427هـ  |         | - بكالوريوس القانون - ماجستير القانون العام - ماجستير القانون الخاص                   | [ 1 ] [ 2 ]          |
| كلية القانون                                      | جامعة الأميرة نورة بنت عبد الرحمن | الرياض                            |         |         | - بكالوريوس القانون                                                                   | [ 3 ] [ 4 ]          |
| قسم القانون                                       | جامعة شقراء                       | شقراء - الدوادمي - حريملاء - عفيف |         |         | - بكالوريوس القانون                                                                   | [ 5 ]                |
| قسم القانون                                       | جامعة المجمعة                     | المجمعة - الغاط - الزلفي          |         |         | - بكالوريوس القانون                                                                   | [ 6 ] [ 7 ]          |
| قسم القانون بكلية إدارة الأعمال                   | جامعة الأمير سطام بن عبد العزيز   | الخرج                             |         |         | - بكالوريوس القانون                                                                   | [ 8 ]                |
| قسم القانون بكلية العلوم والدراسات النظرية        | الجامعة السعودية الإلكترونية      | الرياض                            |         |         | - بكالوريوس القانون                                                                   | [ 9 ]                |
| كلية العدالة الجنائية                             | جامعة نايف العربية للعلوم الأمنية | الرياض                            |         |         | - ماجستير الآداب في القانون الجنائي والعلوم الجنائية                                  | [ 10 ]               |
| قسم الأنظمة بكلية العلوم الإدارية                 | جامعة نجران                       | نجران                             | 1430هـ  |         | - بكالوريوس القانون                                                                   | [ 11 ]               |
| كلية الدراسات القضائية والأنظمة                   | جامعة أم القرى                    | مكة                               | 1433هـ  |         | - بكالوريوس الأنظمة - ماجستير الأنظمة - الدكتوراه في الأنظمة                          | [ 12 ]               |
| كلية الحقوق كلية الأعمال برابغ                    | جامعة الملك عبد العزيز            | جدة - رابغ                        |         |         | - بكالوريوس القانون - ماجستير الأنظمة - ماجستير القانون العام - ماجستير القانون الخاص | [ 13 ]               |
| كلية القانون والدراسات القضائية                   | جامعة جدة                         | جدة                               |         |         | - بكالوريوس القانون                                                                   | [ 14 ]               |
| كلية الشريعة والأنظمة                             | جامعة الطائف                      | الطائف                            | 1429هـ  |         | - بكالوريوس القانون                                                                   | [ 15 ]               |
| كلية الشريعة والقانون                             | جامعة حائل                        | حائل                              |         |         | - ماجستير القانون التنفيذي                                                            | [ 16 ]               |
| كلية الشريعة والقانون                             | جامعة جازان                       | جازان                             |         |         | - بكالوريوس القانون                                                                   | [ 17 ]               |
| كلية الشريعة والأنظمة                             | جامعة تبوك                        | تبوك                              | 1433هـ  |         | - بكالوريوس الأنظمة                                                                   | [ 18 ]               |
| كلية الأنظمة والدراسات القضائية                   | الجامعة الإسلامية                 | المدينة المنورة                   |         |         | - بكالوريوس الأنظمة - ماجستير الأنظمة - دكتوراه الأنظمة                               | [ 19 ] [ 20 ]        |
| كلية الحقوق                                       | جامعة طيبة                        | المدينة المنورة                   | 1431هـ  |         | - بكالوريوس الحقوق                                                                    | [ 21 ]               |
| كلية الشريعة والدراسات الإسلامية                  | جامعة القصيم                      | بريدة                             |         |         | - بكالوريوس الأنظمة - ماجستير الأنظمة                                                 | [ 22 ] [ 23 ]        |
| كلية الحقوق                                       | جامعة الملك فيصل                  | الأحساء                           | 1432هـ  |         | - بكالوريوس الحقوق                                                                    | [ 24 ]               |
| كلية إدارة الأعمال                                | جامعة الحدود الشمالية             | عرعر                              |         |         | - بكالوريوس القانون                                                                   | [ 25 ]               |
| كلية الشريعة والقانون                             | جامعة الجوف                       | سكاكا                             | 1431هـ  |         | - بكالوريوس القانون                                                                   | [ 26 ]               |
| كلية الاعمال قسم القانون كلية الشريعة واصول الدين | جامعة الملك خالد                  | أبها                              | 1432هـ  |         | - بكالوريوس القانون - ماجستير الأنظمة - دكتوراه الأنظمة                               | [ 27 ] [ 28 ] [ 29 ] |

## الكليات الأهلية
| الاسم                             | الجامعة                         | المدينة    | التأسيس | تعليقات | الدرجات الممنوحة                                                                        | المراجع       |
| --------------------------------- | ------------------------------- | ---------- | ------- | ------- | --------------------------------------------------------------------------------------- | ------------- |
| كلية القانون                      | جامعة الأمير سلطان              | الرياض     |         |         | - بكالوريوس القانون (تجاري / دولي مقارن / سعودي متقدم) - ماجستير القانون التجاري        | [ 30 ] [ 31 ] |
| كلية القانون                      | جامعة اليمامة                   | الرياض     |         |         | - بكالوريوس القانون (العام / الخاص)                                                     | [ 32 ]        |
| كلية الحقوق                       | جامعة دار العلوم                | الرياض     |         |         | - بكالوريوس القانون - ماجستير الآداب في القانون العام - ماجستير الآداب في القانون الخاص | [ 33 ] [ 34 ] |
| قسم القانون                       | كليات الشرق العربي              | الرياض     |         |         | - بكالوريوس القانون - ماجستير القانون العام - ماجستير القانون الخاص                     | [ 35 ]        |
| كلية إدارة الأعمال والقانون       | جامعة دار الحكمة                | جدة        |         |         | - بكالوريوس القانون                                                                     | [ 36 ]        |
| كلية القانون                      | جامعة الأعمال والتكنولوجيا      | جدة        |         |         | - بكالوريوس القانون                                                                     | [ 37 ]        |
| كلية العلوم الإدارية والإنسانية   | جامعة المستقبل                  | بريدة      |         |         | - بكالوريوس الحقوق                                                                      | [ 38 ]        |
| كلية العلوم الإدارية والإنسانية   | كليات بريدة                     | بريدة      |         |         | - بكالوريوس الحقوق                                                                      | [ 39 ]        |
| كلية الدراسات الإنسانية والإدارية | كليات عنيزة                     | عنيزة      |         |         | - بكالوريوس الأنظمة (الحقوق)                                                            | [ 40 ]        |
| جامعة الأمير محمد بن فهد          | كلية العلوم والدراسات الإنسانية | الخبر      |         |         | - بكالوريوس الآداب في القانون                                                           | [ 41 ]        |
| جامعة الأصالة                     | كلية الحقوق                     | الدمام     |         |         | - بكالوريوس القانون                                                                     | [ 42 ]        |
| قسم القانون                       | كليات الخليج                    | حفر الباطن |         |         | - بكالوريوس القانون - ماجستير قانون خاص - ماجستير قانون عام                             |               |

## وصلات خارجية
- الجامعات، دليل قطاع المحاماة والاستشارات القانونية، الهيئة السعودية للمحامين